# 2-メチレングルタル酸ムターゼ
2-メチレングルタル酸ムターゼ(2-methyleneglutarate mutase、EC 5.4.99.4)は、以下の化学反応を触媒する酵素である。
2-メチレングルタル酸 {\displaystyle \rightleftharpoons } 2-メチレン-3-メチルコハク酸
従って、この酵素の基質は2-メチレングルタル酸、生成物は2-メチレン-3-メチルコハク酸である。
この酵素は異性化酵素、特にその他の基を移す分子内転位酵素に分類される。系統名は、2-メチレングルタル酸 カルボキシ-メチレンメチルムターゼ(2-methyleneglutarate carboxy-methylenemethylmutase)である。この酵素は、c5-分岐二塩基酸の代謝に関与している。補因子としてコバミドを必要とする。